# John Muir Wilderness

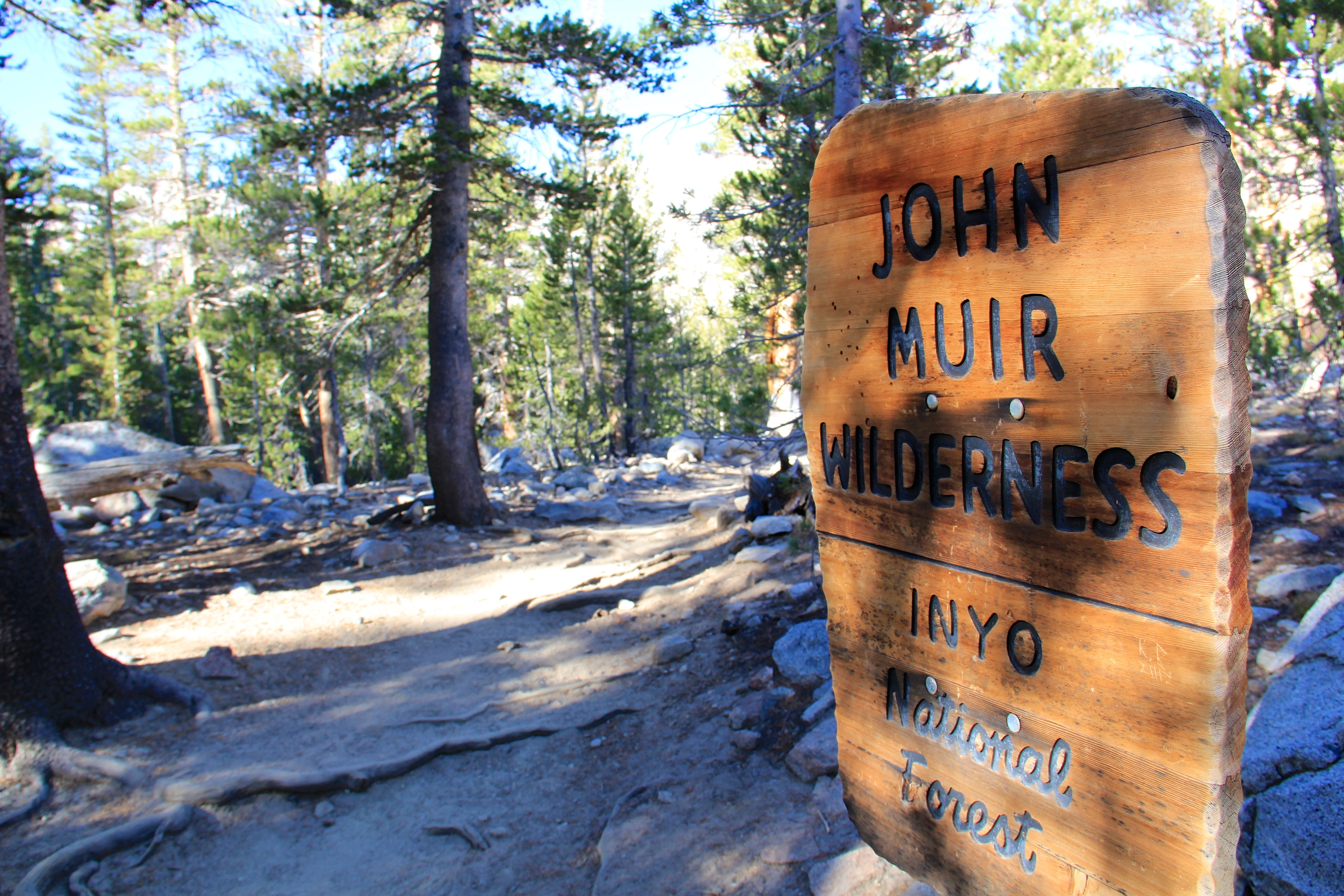
Bord langs een pad bij het betreden van de John Muir Wilderness. In het wildernisgebied zelf zijn geen permanente bouwwerken of andere constructies aangebracht.

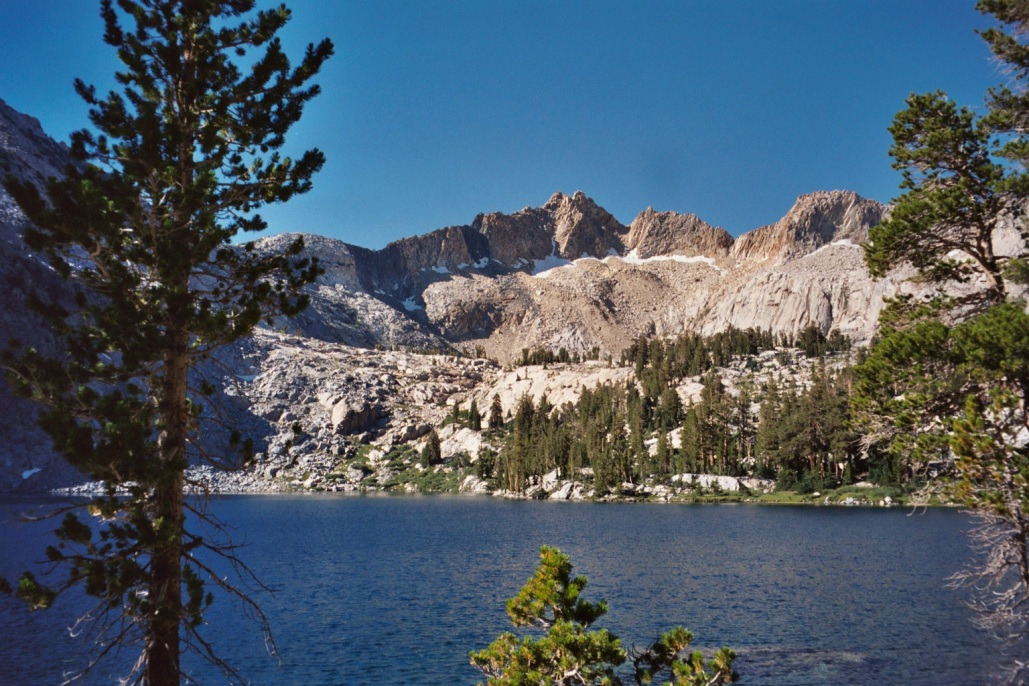
Peter Pande Lake in de John Muir Wilderness.

De John Muir Wilderness is een Amerikaans wildernisgebied in het Sierra Nevada-gebergte in Californië. Het wildernisgebied bestrijkt een gebied van 2.350 km² ten oosten van de bergkam in de natuurgebieden Inyo en Sierra National Forest. Het gebied bestaat uit een langgerekte strook land van zo'n 140 km op de oostelijke flank van de Sierra Nevada, alsook een arm die zich uitstrekt ten westen van het Kings Canyon National Park. Door zijn onregelmatige vorm grenst de John Muir Wilderness aan meerdere natuurgebieden in de streek, zoals Ansel Adams Wilderness in het noorden, Golden Trout Wilderness in het uiterste zuiden, en Sequoia National Park, Kings Canyon National Park, Monarch Wilderness en Dinkey Lakes Wilderness in het zuiden en westen.

## Beheer en recreatie
De John Muir Wilderness, onderdeel van het National Wilderness Preservation System (NWPS), wordt beheerd door de United States Forest Service. Het gebied is vernoemd naar de Schots-Amerikaanse natuurvorser John Muir, wiens inspanningen cruciaal waren in de bescherming van de ongerepte natuur in de Sierra Nevada. De John Muir Wilderness is – ironisch genoeg – een van de drukst bezochte wildernisgebieden in de Verenigde Staten. Om in het gebied te kamperen zijn vergunningen vereist. Bergwandelaars treffen er zo'n 950 km aan wandelpaden aan, waaronder delen van de langeafstandspaden John Muir Trail en Pacific Crest Trail. 